# ピス健事件
ピス健事件（ピスけんじけん）は、1925年（大正14年）、日本で発生した連続強盗殺傷事件。犯行場所は東京府、神奈川県、京都府、大阪府、中国（満州）と広域に及んだ。ピス健とは、犯行に使われたピストルと犯人の偽名（守神健次）を掛け合わせた造語。

## 事件の経過

### 関東の事件
1925年（大正14年）11月9日、犯人の大西 性次郎は東京府南品川の小学校校長宅に強盗目的で押し入りピストルを発砲。弾丸は同居していた訓導に当たり死亡。校長宅から逃走した大西は、警戒中の高輪警察署の巡査と格闘となり、短刀で巡査を殺害してピストルを奪取した。
逃走した大西は、神奈川県へ移動。戸塚町の寺院に押し入り、ピストルと短刀を突きつけ「品川の巡査殺しの犯人」と名乗った上で、現金60余円を奪って逃走した。

### 関西の事件
同年11月14日、大西は中之島公園で知り合った共犯・姫野 薫とともに、大阪府茨木町の飲食店に押し入り、仲居を射殺して逃走。姫野は当日中に逮捕されたが、大西は逃げ切った。同年11月16日、大西は大阪市東淀川区の寺院に押し入り、住職にピストルと短刀を突きつけ現金160余円を奪って逃走した。
さらに同年12月10日、大西は京都府京都市下京区の質店に押し入り、店主にピストルと短刀を突きつけ現金130円を奪って逃走した。

### 逮捕・裁判
京都の事件後、大西は出身地の神戸市内へ移動するが、同年12月12日、警官隊が潜伏先に突入して逮捕された。逮捕後の取り調べで、大阪府の事件直後に満州の奉天市へ移動し、現地でも2度強盗事件を起こしたことを自白した。
翌年、大西と姫野の裁判は大阪地方裁判所で行われ、1926年（大正15年）9月25日に、大西に死刑、姫野に懲役8年の判決が言い渡された。大西は判決言い渡し後に控訴しないことを表明、死刑が確定した。
同年12月6日、大阪刑務所で大西の死刑が執行された。

## その他
- 品川で殉職した巡査は、巡査部長に特進。大家族を抱えた模範巡査であることが伝えられると同情が集まり、岩崎小弥太から500円、森村開作から300円、鈴木三郎助から200円といった篤志家からの義援金が総額2500円ほど集まった[10]。